# 沈家本

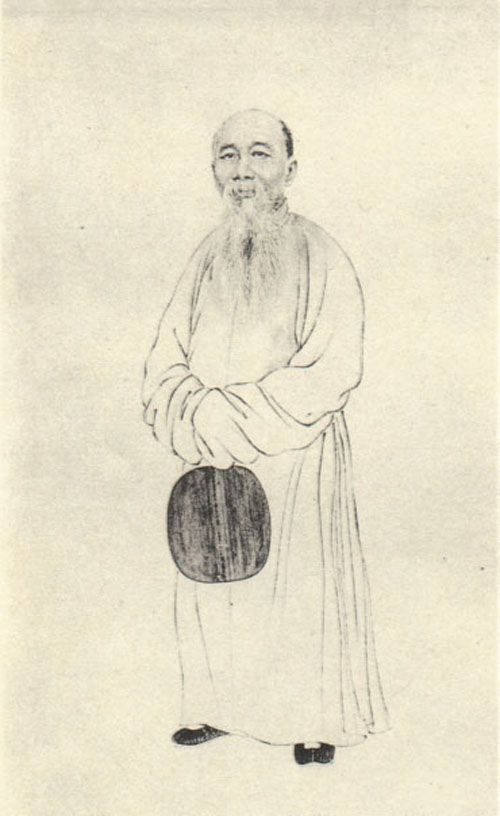
沈家本の肖像画（『清代学者象伝』）

沈 家本（しん かほん）は、清末民初の法律家。字は子惇、号は寄簃。　

## 来歴・人物
1883年に進士となり、天津や保定の知府となった。1900年、山西按察使となるが、赴任しないうちに義和団の乱がおこった。八カ国連合軍が保定に入ると義和団を助けたと誣告され、入獄した。釈放後、刑部右侍郎、修訂法律大臣、大理院正卿、法部右侍郎、資政院副総裁などを歴任した。1911年には法部左侍郎と袁世凱内閣の司法大臣に任命された。
1905年には沈家本の建議で凌遅刑・梟首・戮屍・連座・刺青・笞杖などの酷刑が廃止された。また刑法の改定にも取り組み、新刑法の草案として西洋と日本の刑法を参照した『大清新刑律』を発表した。この内容の一部は旧来の『大清律例』に代わった『大清現行刑律』に取り入れられた。それゆえ沈家本は中国近代法制の開拓者とされている。
著作に『沈寄簃先生遺書』、『沈碧楼叢書』、『寄簃文存』がある。